# Fernand Moulet
Fernand Moulet (* 3. Dezember 1895 in Vertus; † 25. Februar 1973 in La Loupe) war ein französischer Radrennfahrer.

## Sportliche Laufbahn
Moulet war im Straßenradsport aktiv. Von 1920 bis 1930 war er Unabhängiger und Berufsfahrer, immer in französischen Radsportteams. 1921 siegte er bei Luxemburg–Nancy. 1926 gewann er das Rennen Rennes–Le Man–Caen.
Zweiter wurde er 1922 im Circuit de Champagne, bei Tours–Angers–Tours, 1924 bei Paris–Arras. In den Rennen der Monumente des Radsports war der 45. Platz im Rennen Paris–Roubaix 1921 sein bestes Resultat.
In der Tour de France startete er siebenmal. 1926 wurde er 36., 1928 35. 1920, 1921, 1922, 1927 und 1930 beendete er die Rundfahrt nicht.

## Familiäres
Sein Halbbruder Marcel Moulet war ebenfalls Radrennfahrer.